# تشاك جاكسون
تشاك جاكسون هو موسيقي كندي، ولد في 11 مارس 1953 في تورونتو في كندا.

## وصلات خارجية
- تشاك جاكسون على موقع IMDb (الإنجليزية)
- تشاك جاكسون على موقع ميوزك برينز (الإنجليزية)